# Alexander Horst
Alexander Horst (Vienna, 20 dicembre 1982) è un giocatore di beach volley austriaco.

## Biografia
Ha debuttato nel circuito professionistico internazionale il 3 settembre 2003 a Palma di Maiorca, in Spagna, in coppia con Simon Nausch piazzandosi in 57ª posizione. Il 19 agosto 2007 ha ottenuto il suo primo podio in una tappa del World tour a Åland, in Finlandia, giungendo terzo insieme a Florian Gosch.
Ha preso parte a due edizioni dei Giochi olimpici: a Pechino 2008, dove si è classificato al quinto posto con Florian Gosch, ed a Londra 2012, in cui si è piazzato in diciannovesima posizione con Clemens Doppler.
Ha partecipato inoltre a quattro edizioni dei campionati mondiali ottenendo come miglior risultato il nono posto per tre volte: con Florian Gosch a Gstaad 2007 ed a Stavanger 2009 e con Clemens Doppler a Stare Jabłonki 2013.
Ha vinto una medaglia d'argento ai campionati europei di Sochi 2009 in coppia con Florian Gosch.

## Palmarès
Campionati europei
- 1 argento: Sochi 2009

World tour
- 2 podi: 1 secondo posto e 1 terzo posto